# 가이 아사미
카이 아사미(일본어: 甲斐麻美, 1987년 1월 9일 ~ )는 일본의 전직 배우이다.
2009년 8월에 열린 이벤트에서 연예계 활동을 일시적으로 떠날 것을 선언했다. 그 후,카페에서 케익 만드는 일을 하며 열심히 공부하고 있었지만, 2012년 6월 13일에 자신의 블로그에다가 자기보다 연하인 남성과 결혼했다는 사실을 전했다.
고향인 구마모토로 돌아가 살고 있었는데 2016년 구마모토 지진때 집을 잃었다.
동시에 꿈의 실현인 구마모토 시내의 작은 카페도 개점한지 불과 반년 만에 문을 닫을 수밖에 없었다.
하지만, 가족 과 애완 동물 포함한 전원 무사하다.
같은 해 8월에 새집으로 이사 한 것 등을 같은시기에 자신의 트위터에보고했다.

## 출연작

### 드라마
- 2005년~2006년 《마법전대 마지렌쟈》(파워레인저 매직포스) 오즈 우라라(오즈 미호) / 마지 블루(매직 블루) 역